# Gare de Kiyose
La gare de Kiyose (清瀬駅, Kiyose-eki) est une gare ferroviaire de la ligne Seibu Ikebukuro, située à Motomachi dans la ville de Kiyose en banlieue de Tokyo. Son numéro dans le réseau est SI15.

## Situation ferroviaire
La gare de Kiyose (SI15) est située au point kilométrique (pk) 19,6 de la ligne Seibu Ikebukuro, entre les gares de Higashikurume (SI14) et Akitsu (SI16).

## Histoire
La gare est mise en service le 11 juin 1924. Elle dispose alors de deux voies avec un quai central. L'arrêt du service des marchandises a lieu le 1er mai 1969.
Le bâtiment situé au dessus des voies est mis en service en janvier 1971. Il s'agit d'une gare aérienne avec deux quais centraux et quatre lignes : la ligne principale dessert les quais 1 et 3 et les quais 2 et 4 sont des lignes de manœuvre.
Il y avait un bureau de vente des bus Seibu Kiyose à la sortie nord de la gare. Il a été déplacé en tant que bureau des ventes de Niiza le 24 décembre 1992 en raison du projet de réaménagement de la sortie nord de la gare. Aujourd'hui, cet espace et une ancienne antenne de la banque Resona sont utilisés comme zone de rotation pour les bus.

## Fréquentation
La fréquentation journalière moyenne en 2020 est de 51 992 entrants, ce qui en fait la 13ème gare sur les 92 des lignes Seibu.
| Année               | 2020   | 2019   | 2018   | 2017   | 2016   | 2001   |
| ------------------- | ------ | ------ | ------ | ------ | ------ | ------ |
| Nombre d'entrants   |        | 34 809 | 35 411 | 35 162 | 34 734 | 34 581 |
| Nombre de voyageurs | 51 992 | 69 578 | 70 760 | 70 249 | 69 382 | 69 027 |

## Service des voyageurs

### Accueil
C'est une gare dont le bâtiment, situé à cheval sur les voies est accessible par des entrées situées au nord et au sud. Elles sont équipées d'ascenseurs qui mènent à la plateforme des guichets, elle même reliée par des escaliers mécaniques et des ascenseurs aux deux quais centraux. L'entrée nord dispose d'une passerelle piétonne la reliant avec le premier étage du magasin Seiyu qui dispose d'une galerie marchande avec des magasins. Des toilettes et cabines multifonctions sont situées au deuxième étage, après le passage des portiques.

Les entrées nord et sud
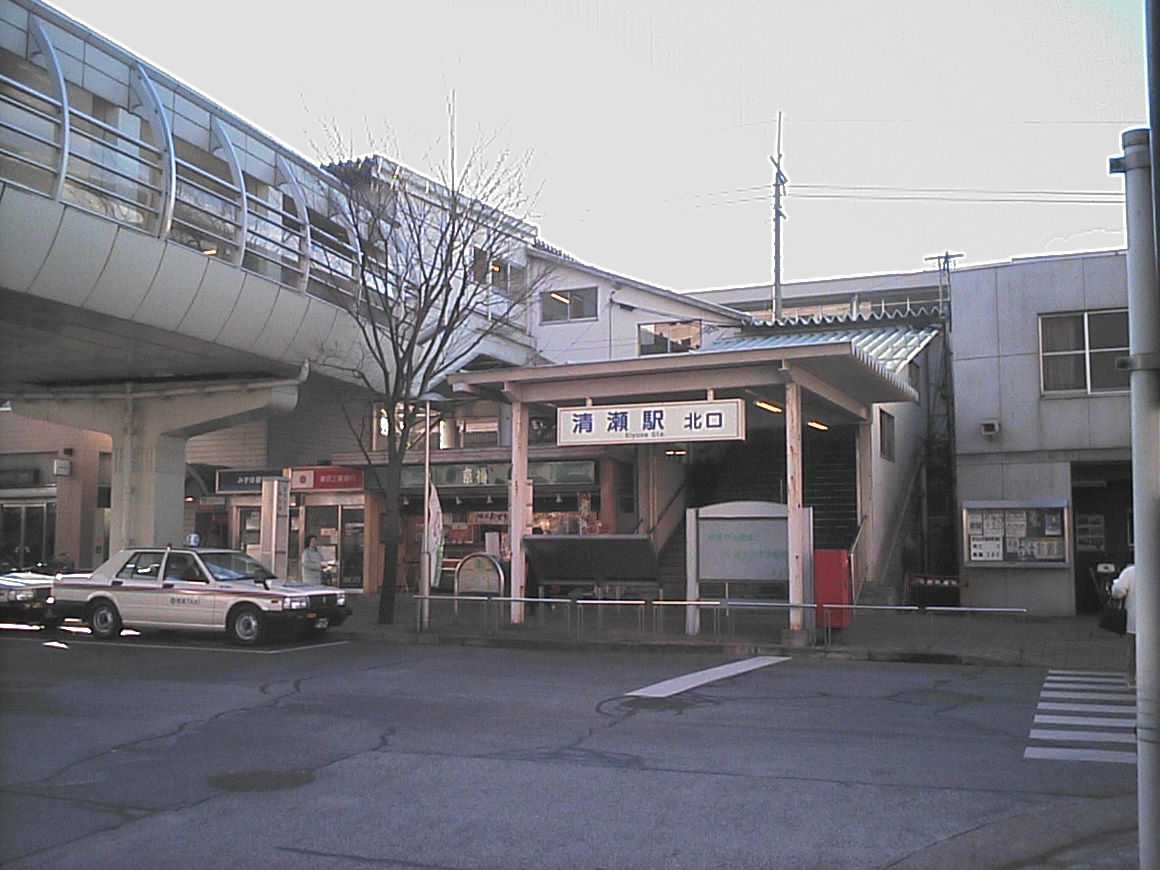
Entrée nord en 2005.
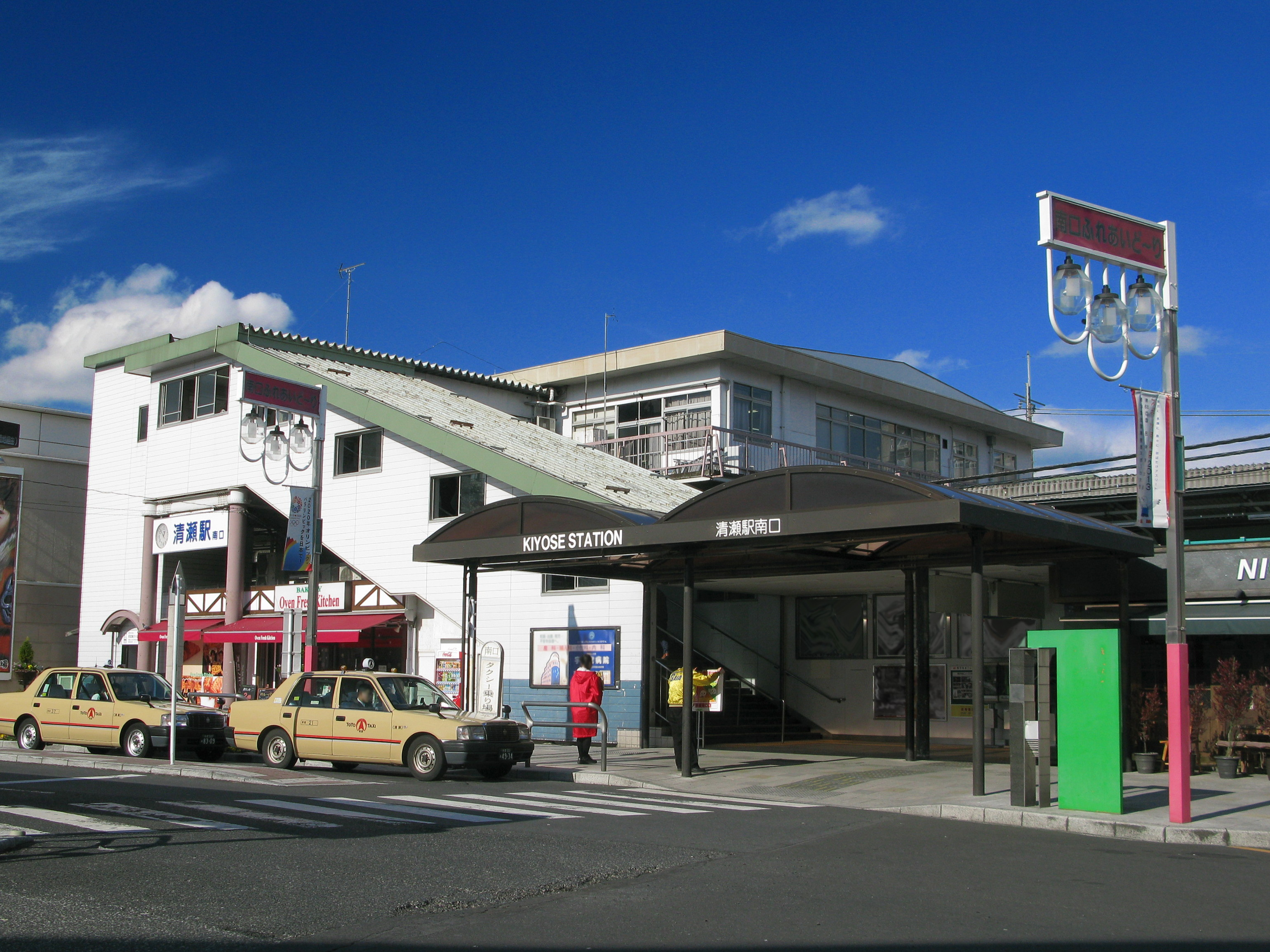
Entrée sud en 2012.

### Desserte
La gare dispose de deux quais centraux et quatre voies. En règle générale, les trains au départ utilisent le quai 2 et les trains y terminant utilisent le quai 4. Il y a une voie de remisage du côté d'Akitsu entre les voies de circulation car certains trains omnibus des lignes Yurakucho et Fukutoshin font demi-tour à cette gare. Il est également possible d'arriver de Higashi-Kurume au quai 2 pour faire demi-tour.  Dans ce cas, le conducteur recommandera aux passagers se dirigeant à l'ouest d'Akitsu le changement sur le même quai en gare de Higashi-Kurume.

Installations et desserte
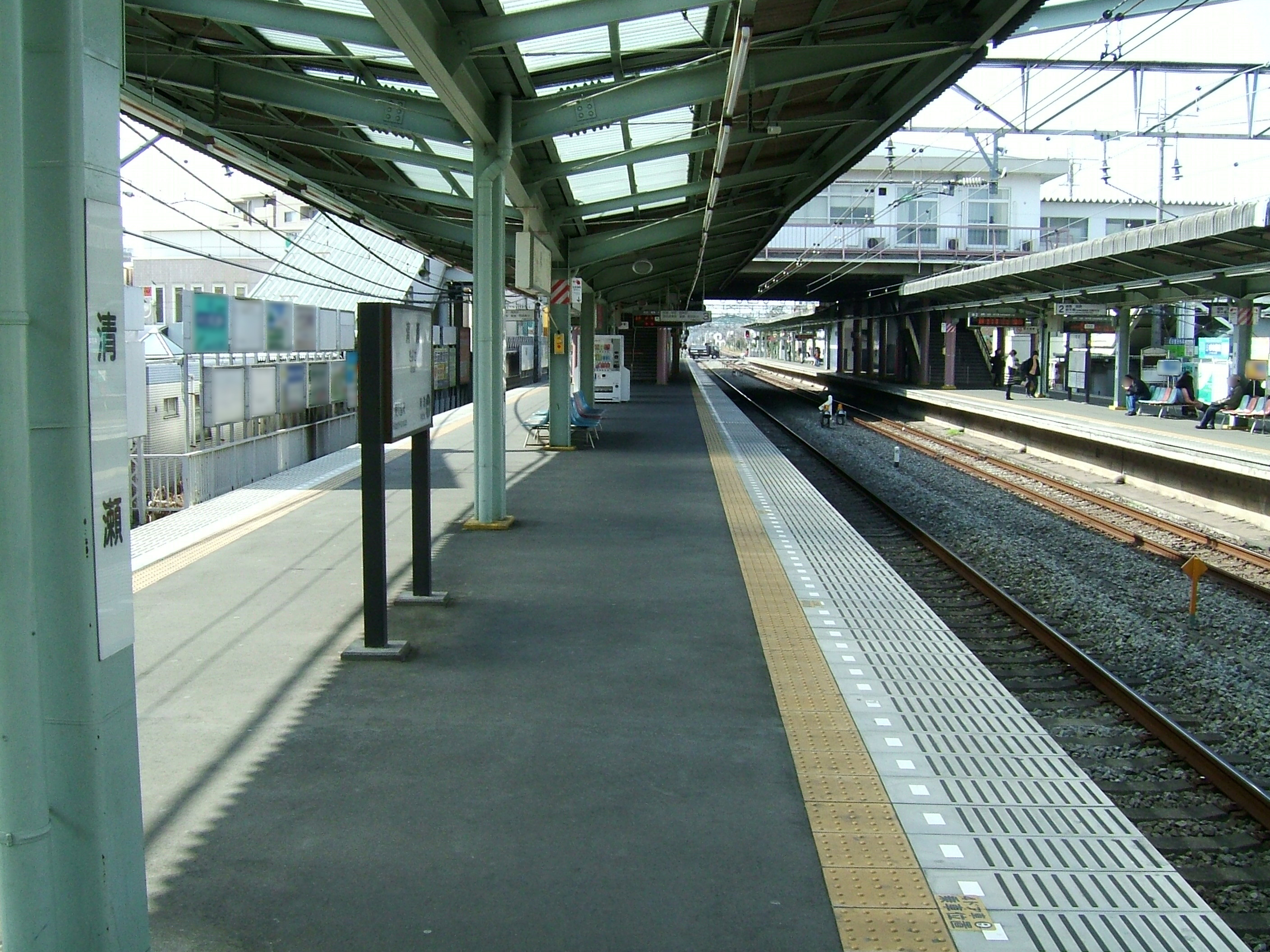
2008.
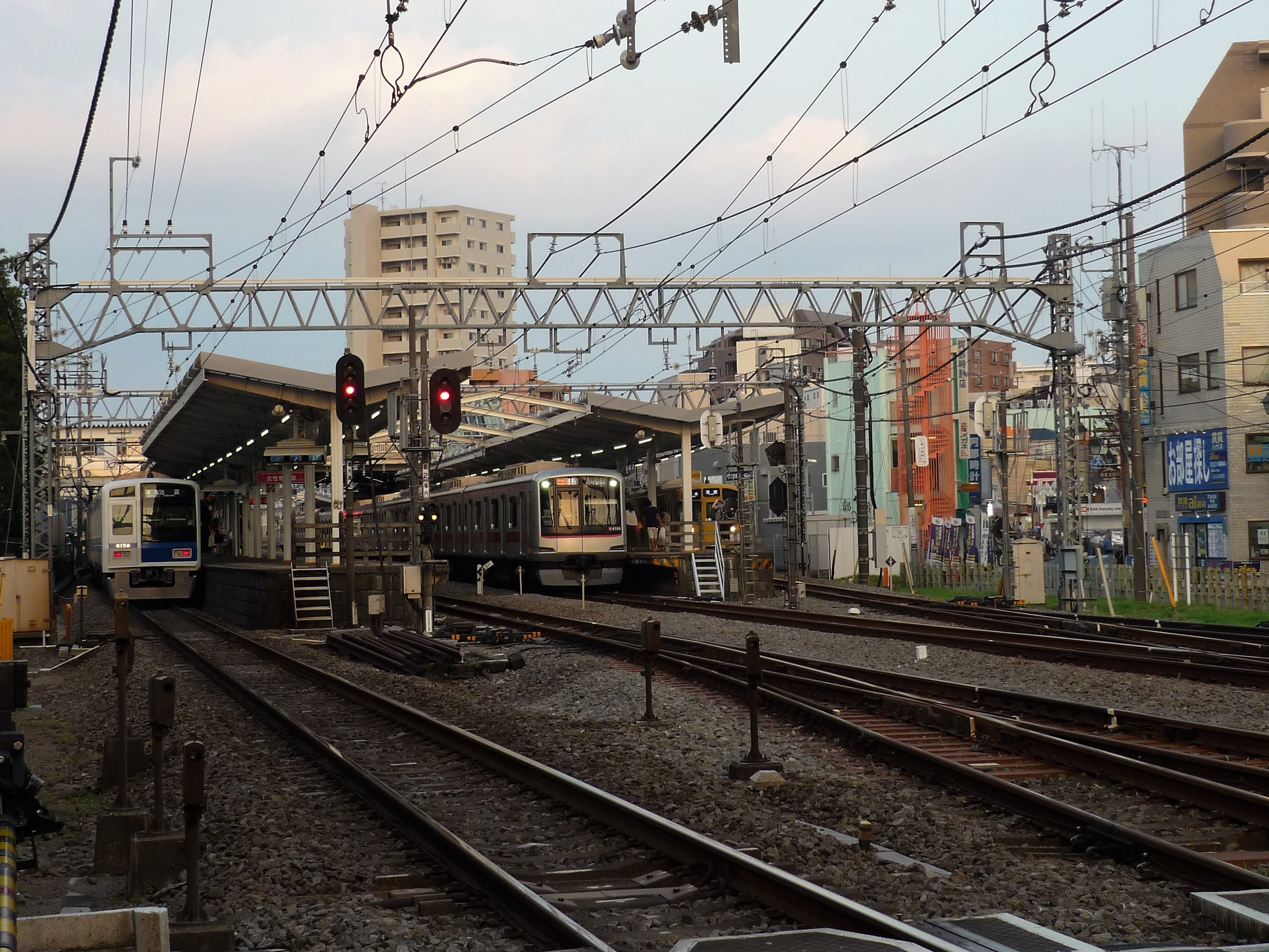
2018.
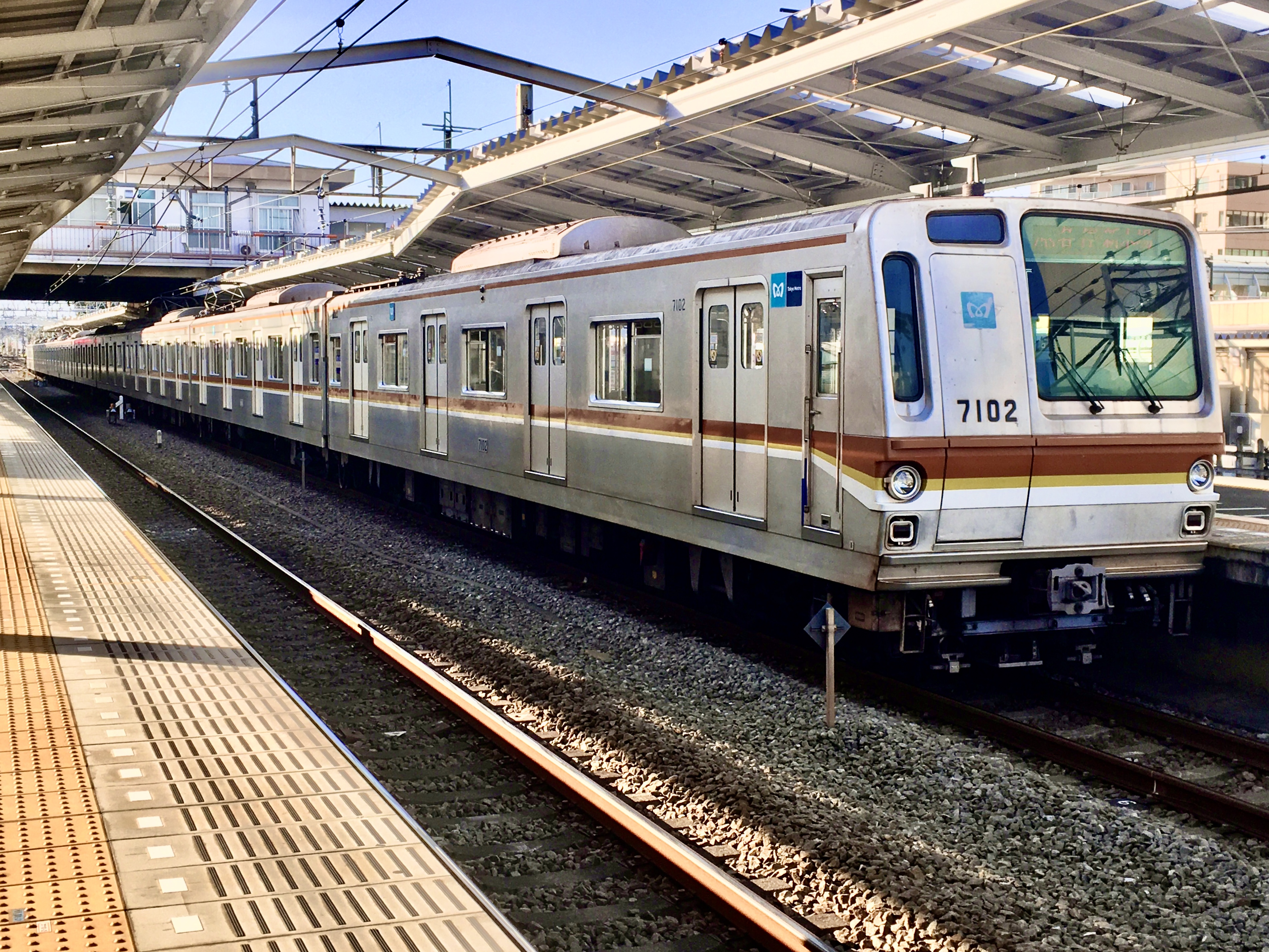
2021

### Intermodalité
La gare est desservice par des bus express de nuit : Opérés par le bureau des ventes des bus Seibu à Nerima Midnight Arrow (uniquement pour descendre). Sortie est de la gare d'Ikebukuro → entrée de la gare de Kiyose → sortie nord de la gare de Kotesashi (opèrent uniquement la nuit en semaine). L'arrêt pour descendre est l'arrêt "Matsuyama 2-chome", du côté sud de la gare, sur la route de Koganei. Il était utilisé par l'ancienne ligne au départ et à l'arrivée de la sortie nord de la gare de Kiyose. Par ailleurs, il y a un arrêt à l'entrée de la gare Kiyose, près de la zone de demi-tours des bus Seibu à la sortie sud, d'où partent les Niibus, dépendants du bureau de ventes Tobu Ouest antenne de Niiza.